# Metabolom
Metabolom eller metabolisk profil är den anatomiska variation en individ eller art har vid en viss tidpunkt eller situation, avseende molekylära metaboliter. Metabolomet avgör hur väl någons metabolism kan anpassa sig till diverse förhållanden.
En individs metabolom avgörs å ena sidan av var den äter, dricker och andas in, och å andra sidan av metaboliter som bildas av den egna kroppen och verkar i cellerna, vävnaderna och organen. Hur dessa båda faktorer verkar, avgörs av medfödda förutsättningar (genotyp) i kombination med miljön (fenotyp). Metaboliterna ifråga är till exempel hormoner, prekursorer, signalerande molekyler såsom signalsubstanser och hormonfrisättande hormoner, och enzymer.
Metabolomet är för en individ eller art aldrig konstant under livet, utan förändras i olika utvecklingsstadier och olika miljöer.
Studiet av metabolomer på individ-, art- samt flora- och faunanivå, kallas metabolomik. Forskningen inriktas dels på den biokemiska förståelsen av variationer och likheter, dels på ämnesomsättningssjukdomars uppkomster, dels på reaktioner på läkemedel och miljögifter.